# Albania la Concursul Muzical Eurovision

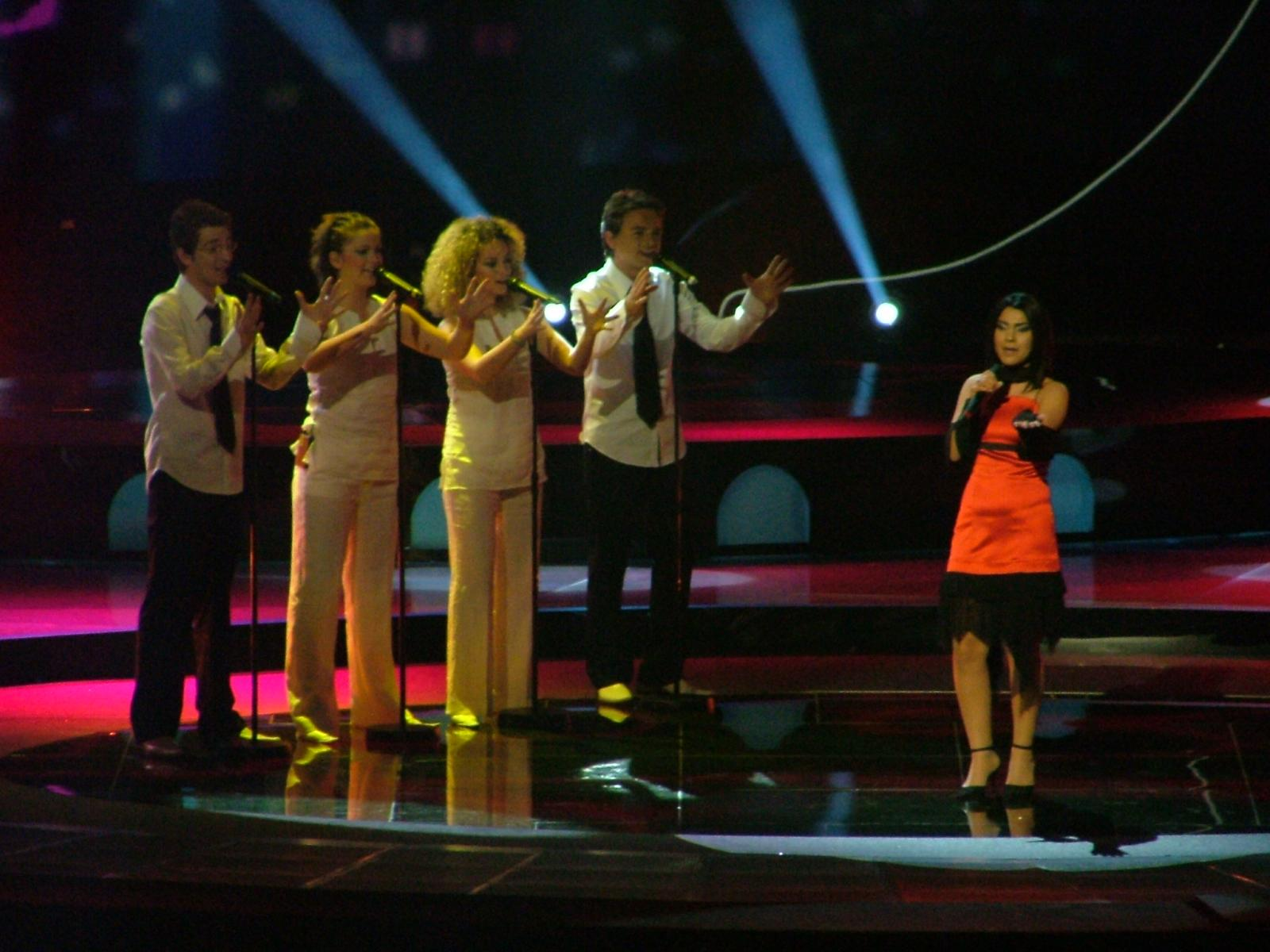
Anjeza Shahini în Istanbul (2004)

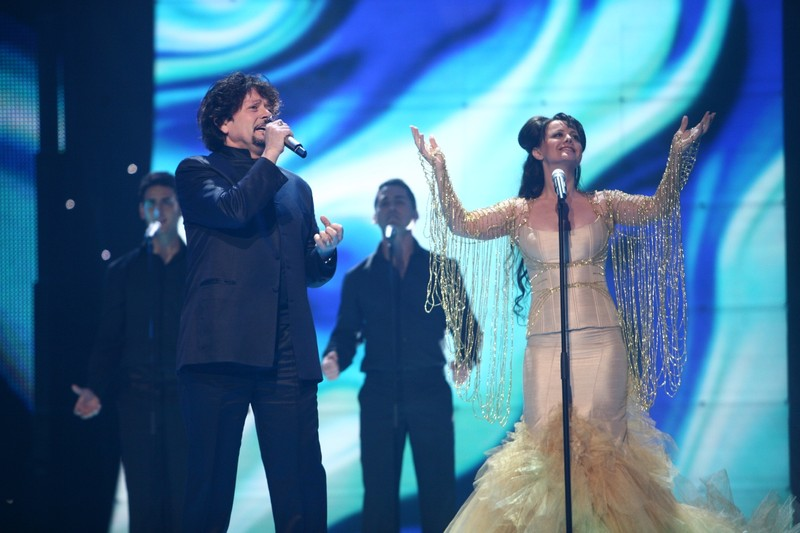
Frederik Ndoci în Helsinki (2007)

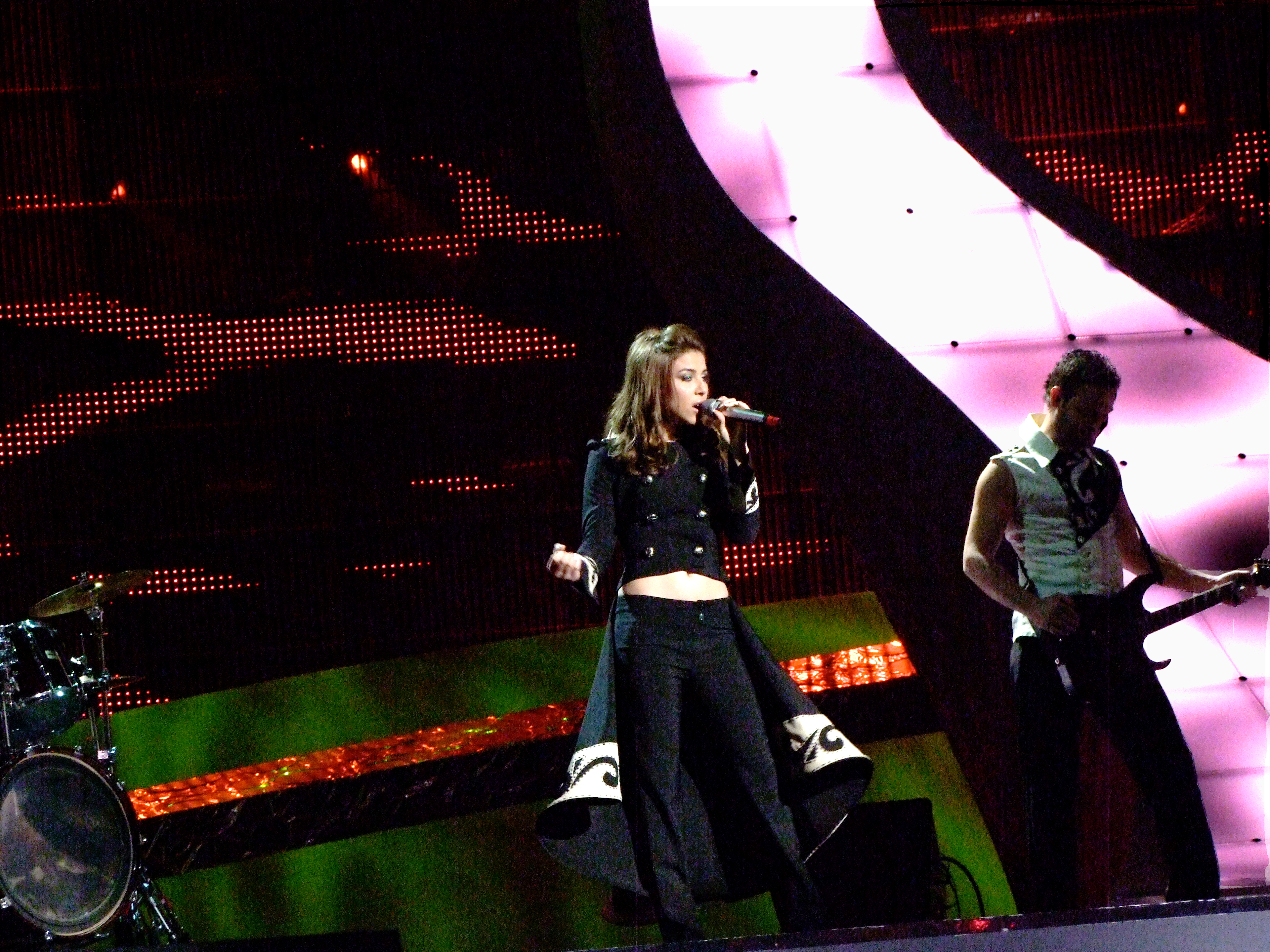
Olta Boka în Belgrad (2008)

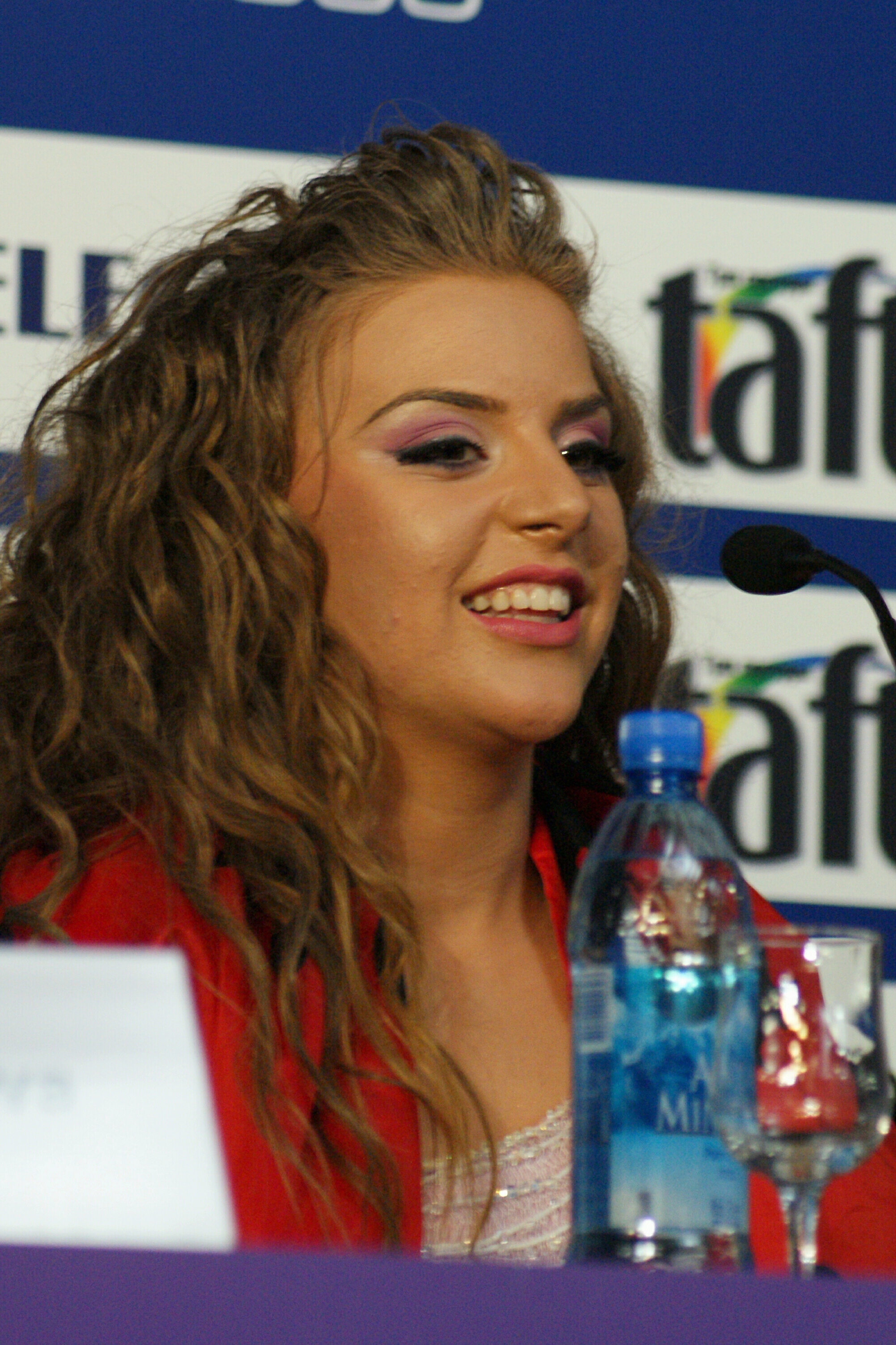
Kejsi Tola la Moscova (2009)

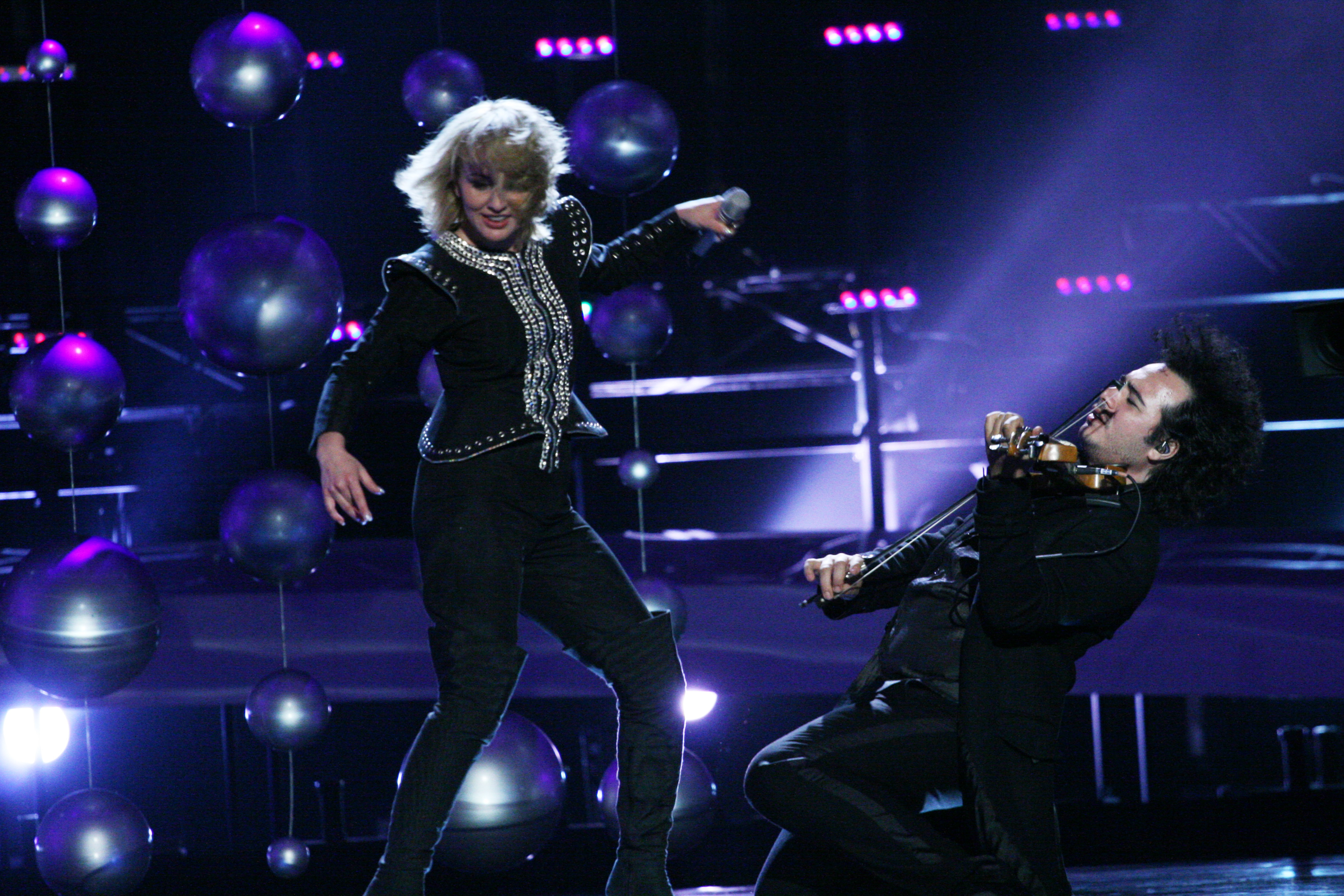
Juliana Pasha în Oslo (2010)

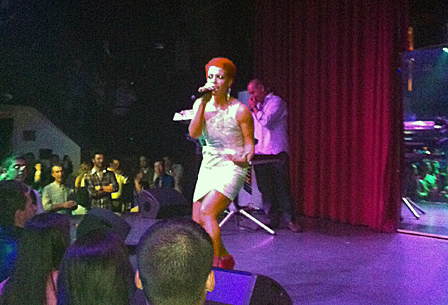
Aurela Gaçe, reprezentata la Düsseldorf (2011)

Albania a participat la Concursul Muzical Eurovision de 21 ori. Televiziunea natională a Albaniei, Radio Televizioni Shqiptar (RTSH), a fost organizatorul reprezentantului Albaniei la Eurovision de când a debutat in anul 2004, iar piesa este selectată la concursul Festivali i Këngës. Cel mai bun rezultat al Albaniei este un loc 5 ocupat în 2012, la Baku de Rona Nishliu cu melodia "Suus".

## Participări
| An   | Oraș-gazdă | Artist                            | Titlu                     | Finală           | Puncte           | Semifinală | Puncte |
| ---- | ---------- | --------------------------------- | ------------------------- | ---------------- | ---------------- | ---------- | ------ |
| 2004 | Istanbul   | Anjeza Shahini                    | „The Image of You”        | 7                | 106              | 4          | 167    |
| 2005 | Kiev       | Ledina Çelo                       | „Tomorrow I Go”           | 16               | 53               | X          | X      |
| 2006 | Atena      | Luiz Ejlli                        | „Zjarr e ftohtë”          | Nu s-a calificat | Nu s-a calificat | 14         | 58     |
| 2007 | Helsinki   | Frederik Ndoci                    | „Hear My Plea”            | Nu s-a calificat | Nu s-a calificat | 17         | 49     |
| 2008 | Belgrad    | Olta Boka                         | „Zemrën e lamë peng”      | 17               | 55               | 9          | 67     |
| 2009 | Moscova    | Kejsi Tola                        | „Carry Me in Your Dreams” | 17               | 48               | 7          | 73     |
| 2010 | Oslo       | Juliana Pasha                     | „It's All About You”      | 16               | 62               | 6          | 76     |
| 2011 | Düsseldorf | Aurela Gaçe                       | „Feel the Passion”        | Nu s-a calificat | Nu s-a calificat | 14         | 47     |
| 2012 | Baku       | Rona Nishliu                      | „Suus”                    | 5                | 146              | 2          | 146    |
| 2013 | Malmö      | Adrian Lulgjuraj and Bledar Sejko | "Identitet"               | Nu s-a calificat | Nu s-a calificat | 15         | 31     |
| 2014 | Copenhaga  | Hersi Matmuja                     | "One Night's Anger"       | Nu s-a calificat | Nu s-a calificat | 15         | 22     |
| 2015 | Viena      | Elhaida Dani                      | "I'm Alive"               | 17               | 34               | 10         | 62     |
| 2016 | Stockholm  | Eneda Tarifa                      | "Fairytale"               | Nu s-a calificat | Nu s-a calificat | 16         | 45     |
| 2017 | Kiev       | Lindita                           | "World"                   | Nu s-a calificat | Nu s-a calificat | 14         | 76     |
| 2018 | Lisabona   | Eugént Bushpepa                   | "Mall"                    | 11               | 184              | 8          | 162    |
| 2019 | Tel Aviv   | Jonida Maliqi                     | "Ktheju Tokës"            | 17               | 90               | 9          | 96     |
| 2020 | Rotterdam  | Arilena Ara                       | "Fall from the Sky"       | Anulat           | Anulat           | Anulat     | Anulat |
| 2021 | Rotterdam  | Anxhela Peristeri                 | "Karma"                   | 21               | 57               | 10         | 112    |
| 2022 | Torino     | Ronela Hajati                     | "Sekret"                  | Nu s-a calificat | Nu s-a calificat | 12         | 58     |
| 2023 | Liverpool  | Albina și Familja Kelmendi        | "Duje"                    | 22               | 76               | 9          | 83     |
| 2024 | Malmö      | Besa                              | "Titan"                   | Nu s-a calificat | Nu s-a calificat | 15         | 14     |
| 2025 | Basel      | Shkodra Elektronike               | "Zjerm"                   | 8                | 218              | 2          | 122    |